# 哈通瓦曼里帕山
13°12′11″S 73°06′12″W / 13.20306°S 73.10333°W
哈通瓦曼里帕山（Jatun Huamanripa），是秘魯的山峰，位於該國東南部庫斯科大區，由拉孔本西翁省的比爾卡班巴區負責管轄，屬於維爾卡潘帕山脈的一部分，海拔高度4,601米。